# Jim Broadbent
Jim Broadbent (Lincoln, 24 de maio de 1949) é um ator britânico. Ele ganhou um Oscar e um Globo de Ouro por seu papel coadjuvante como John Bayley no filme Iris (2001), bem como um BAFTA TV Award e um Globo de Ouro por seu papel principal como Lord Longford no telefilme Longford (2006). Broadbent recebeu quatro indicações ao Prêmio BAFTA de cinema vencendo por sua atuação em Moulin Rouge! (2001). Ele também foi indicado para dois prêmios Primetime Emmy, ganhando um Emmy Internacional de melhor ator pela série de televisão The Street. Ele também recebeu quatro indicações ao Screen Actors Guild Awards.
Formado pela Academia de Música e Arte Dramática de Londres em 1972, Broadbent ganhou destaque pela primeira vez na década de 1980, principalmente em comédias para a televisão, incluindo o papel de Roy Slater na sitcom da BBC Only Fools and Horses. Ele apareceu nos filmes Os Bandidos do Tempo (1981) e Brazil - O Filme (1985) de Terry Gilliam antes ganhar um papel de destaque na comédia dramática de 1991, A Vida é Doce de Mike Leigh. Seus outros papéis notáveis no cinema incluem Os Pequeninos (1997), O Diário de Bridget Jones (2001), O Homem que Mudou o Mundo (2002), Chumbo Grosso (2007), Um Ano Mias (2010), A Dama de Ferro (2011), Operação Presente (2011), A Viagem (2012) e Brooklyn (2015). Ele também interpretou Horace Slughorn na série de filmes Harry Potter, o Arquimeistre Ebrose na sétima temporada da série de televisão Game of Thrones e Samuel Gruber na série de filmes Paddington.

## Biografia
Broadbent é filho de Roy Broadbent, um escultor, designer de interiores e marceneiro, que transformou uma igreja em teatro, e de Dee, uma escultora. Seus pais eram atores amadores e foram co-fundadores da Companhia Teatral Holton. James teve uma irmã gêmea que morreu ao nascer.
Estudou na Leighton Park School, uma escola quaker em Reading. Por um breve período estudou artes, antes de se transferir para a Academis Londrina de Música e Artes Dramáticas. Formou-se em 1972 e foi trabalhar para o Teatro Nacional Real e para a Companhia Real Shakespeariana, bem como atuou no épico Illuminatus, de Ken Campbell, em 1976. Também trabalhou com o grupo de comédia no Teatro Nacional de Brent, com Patrick Barlow
Broadbent também é o presidente honorário do Lindsey Rural Players.

## Filmografia

### Cinema
| Ano  | Título                                                         | Papel                                                                            | Observações |
| ---- | -------------------------------------------------------------- | -------------------------------------------------------------------------------- | ----------- |
| 1980 | Breaking Glass                                                 |                                                                                  |             |
| 1981 | The Dogs of War                                                |                                                                                  |             |
| 1981 | Time Bandits                                                   | Compere                                                                          |             |
| 1982 | Birth of a Nation                                              | Geoff Fig                                                                        |             |
| 1985 | Brazil                                                         | Dr. Jaffe                                                                        |             |
| 1987 | Superman IV: The Quest for Peace                               | Jean Pierre Dubois                                                               |             |
| 1988 | Blackadder's Christmas Carol                                   | Prince Albert                                                                    | TV          |
| 1989 | Erik the Viking                                                | Ernest the Viking                                                                |             |
| 1990 | Life Is Sweet                                                  | Andy                                                                             |             |
| 1992 | Enchanted April                                                | Frederick Arbuthnot                                                              |             |
| 1992 | The Crying Game                                                | Col                                                                              |             |
| 1994 | Bullets Over Broadway                                          | Warner Purcell                                                                   |             |
| 1994 | Princess Caraboo                                               | Mr. Worrall                                                                      |             |
| 1995 | Richard III                                                    | Duke of Buckingham                                                               |             |
| 1997 | The Borrowers                                                  | Pod Clock                                                                        |             |
| 1998 | The Avengers                                                   | Mother                                                                           |             |
| 1998 | Little Voice                                                   | Mr. Boo                                                                          |             |
| 1999 | Topsy-Turvy                                                    | W.S. Gilbert                                                                     |             |
| 2001 | Bridget Jones's Diary                                          | Bridget's father                                                                 |             |
| 2001 | Moulin Rouge!                                                  | Harold Zidler                                                                    |             |
| 2001 | Iris                                                           | John Bayley                                                                      |             |
| 2002 | The Gathering Storm                                            | Desmond Morton                                                                   | TV          |
| 2002 | Gangs of New York                                              | Boss Tweed                                                                       |             |
| 2002 | Nicholas Nickleby                                              | Mr. Wackford Sqeers                                                              |             |
| 2003 | Bright Young Things                                            | Drunk Major                                                                      |             |
| 2004 | Around the World in 80 Days                                    | Lord Kelvin                                                                      |             |
| 2004 | Pride                                                          | Eddie (voz)                                                                      | TV          |
| 2004 | Vanity Fair                                                    | Mr. Osborne                                                                      |             |
| 2004 | Vera Drake                                                     | juiz                                                                             |             |
| 2004 | Bridget Jones: The Edge of Reason                              | pai de Bridget                                                                   |             |
| 2005 | Robots                                                         | Madame Gasket (voz)                                                              |             |
| 2005 | Valiant                                                        | Sergeant (voz)                                                                   |             |
| 2005 | The Chronicles of Narnia: The Lion, the Witch and the Wardrobe | Professor Kirke                                                                  |             |
| 2005 | Pollux, le manège enchanté                                     | Ambrósio (voz)                                                                   |             |
| 2006 | Longford                                                       | Lord Longford                                                                    |             |
| 2006 | Art School Confidential                                        | Jimmy                                                                            |             |
| 2007 | Hot Fuzz                                                       | Inspetor Frank Butterman                                                         |             |
| 2007 | The Other Side                                                 | Mayor Splinter                                                                   |             |
| 2008 | Inkheart                                                       | Fenoglio                                                                         |             |
| 2008 | Dirty Tricks                                                   | Richard Nixon                                                                    |             |
| 2008 | Indiana Jones and the Kingdom of the Crystal Skull             | Dean Charles Stanforth                                                           |             |
| 2009 | The Young Victoria                                             | King William                                                                     |             |
| 2009 | The Damned United                                              | Sam Longson                                                                      |             |
| 2009 | Harry Potter and the Half-Blood Prince                         | Horace Slughorn                                                                  |             |
| 2009 | Perrier's Bounty                                               | Jim McCrea                                                                       |             |
| 2010 | Any Human Heart                                                | Logan Mountstewart                                                               | TV          |
| 2010 | Another Year                                                   | Tom                                                                              |             |
| 2011 | Harry Potter and the Deathly Hallows – Part 2                  | Horace Slughorn                                                                  |             |
| 2011 | The Iron Lady                                                  | Denis Thatcher                                                                   |             |
| 2012 | Cloud Atlas                                                    | Vyvyan Ayrs / Timothy Cavendish / Captain Molyneux / Korean Musician / Prescient |             |
| 2016 | Bridget Jones's Baby                                           | pai de Bridget Jones                                                             |             |
| 2018 | King of Thieves                                                | Terry Perkins                                                                    |             |
| 2020 | Dolittle                                                       | Lord Thomas Badgley                                                              |             |

### Televisão
| Ano       | Título                                        | Papel                     | Observações                              |
| --------- | --------------------------------------------- | ------------------------- | ---------------------------------------- |
| 1980      | BBC2 Playhouse                                | Stewart                   | 1 episódio                               |
| 1982      | Bird of Prey                                  | DI Stanley Richardson     | 1 episódio                               |
| 1983      | The Black Adder                               | Don Speekingleesh         |                                          |
| 1984      | Crown Court                                   | Robert MacBride           |                                          |
| 1985      | Summer Season                                 |                           | 1 episódio                               |
| 1985      | Happy Families                                | Dalcroix                  | 3 episódios                              |
| 1986      | Screen Two                                    | Gutling                   | 1 episódio                               |
| 1986      | Victoria Wood: As Seen on TV                  | Butch                     | 4 episódios                              |
| 1988      | Tales of the Unexpected                       | Sr. Lovejoy               | 1 episódio                               |
| 1988      | Theatre Night                                 | Maitre Jacques            | 1 episódio                               |
| 1988      | Dramarama                                     | Uncle Keith               | 1 episódio                               |
| 1989      | The Staggering Stories of Ferdinand De Bargos | -                         |                                          |
| 1989      | Victoria Wood                                 | Alan Hammond              | 1 episódio                               |
| 1991      | Gone to the Dogs                              | Larry Patterson           | Mini-série, todos os episódios           |
| 1992      | Inspector Morse                               | Charlie Bennett           | 1 episódio                               |
| 1992      | Gone to Seed                                  | Monty                     | Protagonista, todos os episódios         |
| 1993      | The Comic Strip Presents…                     | George                    | 1 episódio                               |
| 1993      | Screen One                                    | Deric Longden             | 1 episódio                               |
| 1997      | Brambly Hedge                                 | Basil (Voz)               | 1 episódio                               |
| 1996-2000 | Percy the Park Keeper                         | Percy the Park Keeper     | Protagonista, todos os episódios         |
| 1995-2000 | The Peter Principle                           | Peter Duffley             | Protagonista, todos os episódios         |
| 2006      | The Street                                    | Stan McDermott            | Ganhou Emmy de Melhor Ator Internacional |
| 2010      | Any Human Heart                               | Logan Mountstuart (Idoso) | Protagonista, todos os episódios         |
| 2011      | Exile                                         | Sam Ronstadt              | Protagonista, todos os episódios         |
| 2017      | Game of Thrones                               | Arquimeistre Ebrose       |                                          |
| 2018      | King Lear                                     | Conde de gloucester       |                                          |